# 余洪远
余洪遠（1907年—1991年10月5日），陝西省西鄉縣人。中国人民解放军将领、中国人民解放军开国少将，成都軍區原顧問。

## 經歷
1932年參加中國工農紅軍，同年加入中國共產黨。土地革命戰爭時期，他歷任紅軍宣傳員，中共巴州縣委書記、川陝省委組織部長，省政府保衛局局長、副主席，金川省委軍事部長，甘肅臨時政府財糧部長，參加了創立、鞏固川陝革命根據地的鬥爭和二萬五千里長征。抗日戰爭時期，他任中共陝西漢南特委書記，在白區開展革命工作，後任陝西省政府幹部科長。
第二次國共內戰時期，任旅政治委員、軍政治部主任等職，參加了豫北戰役、豫西和淮海战役、渡江战役、進軍西南、四川剿匪等戰役、戰鬥。中華人民共和國成立後，任川南軍區政治部主任、西南軍區炮兵副政治委員、瀋陽軍區炮兵政治委員、成都軍區副政治委員等職。他是全國政協第三、四、五屆委員會委員。1955年被授予少將軍階。
余洪遠因病於1991年10月5日在南京逝世，終年84歲。